# Pelikán severoamerický
Pelikán severoamerický (Pelecanus erythrorhynchos) je velký pták z čeledi pelikánovitých.
Pelikán severoamerický je nápadný, 50 – 70 cm velký pták s rozpětím křídel kolem 110 cm a hmotností 7 kg. Stejně jako ostatní pelikáni je silně stavěný, má dlouhý krk, nápadně krátké končetiny a charakteristický silný zobák s hrdelním vakem. Je celý čistě bílý s černými letkami, oranžovými končetinami a velkým, oranžovým zobákem a hrdelním vakem. Samec i samice se zbarvením neliší.
Početně se vyskytuje v rozmezí od Britské Kolumbie přes severovýchodní Albertu, střední Manitobu a jihozápadní Ontario až po severní Kalifornii, západní Nevadu, severní Utah a Colorado, severovýchodní Jižní Dakotu a jihozápadní Minnesotu. Na zimu odlétá do Kalifornie, Arizony, Mexika, Guatemaly a Nikaraguy.
Stejně jako ostatní pelikáni tvoří základní složku jeho potravy ryby, za kterými se podobně jako pelikán hnědý nepotápí, nýbrž je loví při plavání na hladině. Hnízdí v hejnech, která mohou čítat i 5 000 párů. Do hnízda v podobě mělkého důlku v zemi klade 2 – 4 vejce, jejichž inkubační doba trvá asi 1 měsíc. Mláďata pak hnízdo opouští asi po 3-4 týdnech.

## Chov v zoo
Jde o zřídka chovaný druh. V Evropě je chován pouze v pěti zoologických zahradách. Jednou z nich je také Zoo Plzeň, která chová čtveřici pelikánů od roku 2016, kdy přišli z Tierparku Berlin. V teplém období roku obývají rybník nedaleko hlavního vstupu, který sdílejí s pelikány australskými či emu hnědými.